# Julius Rosenberg

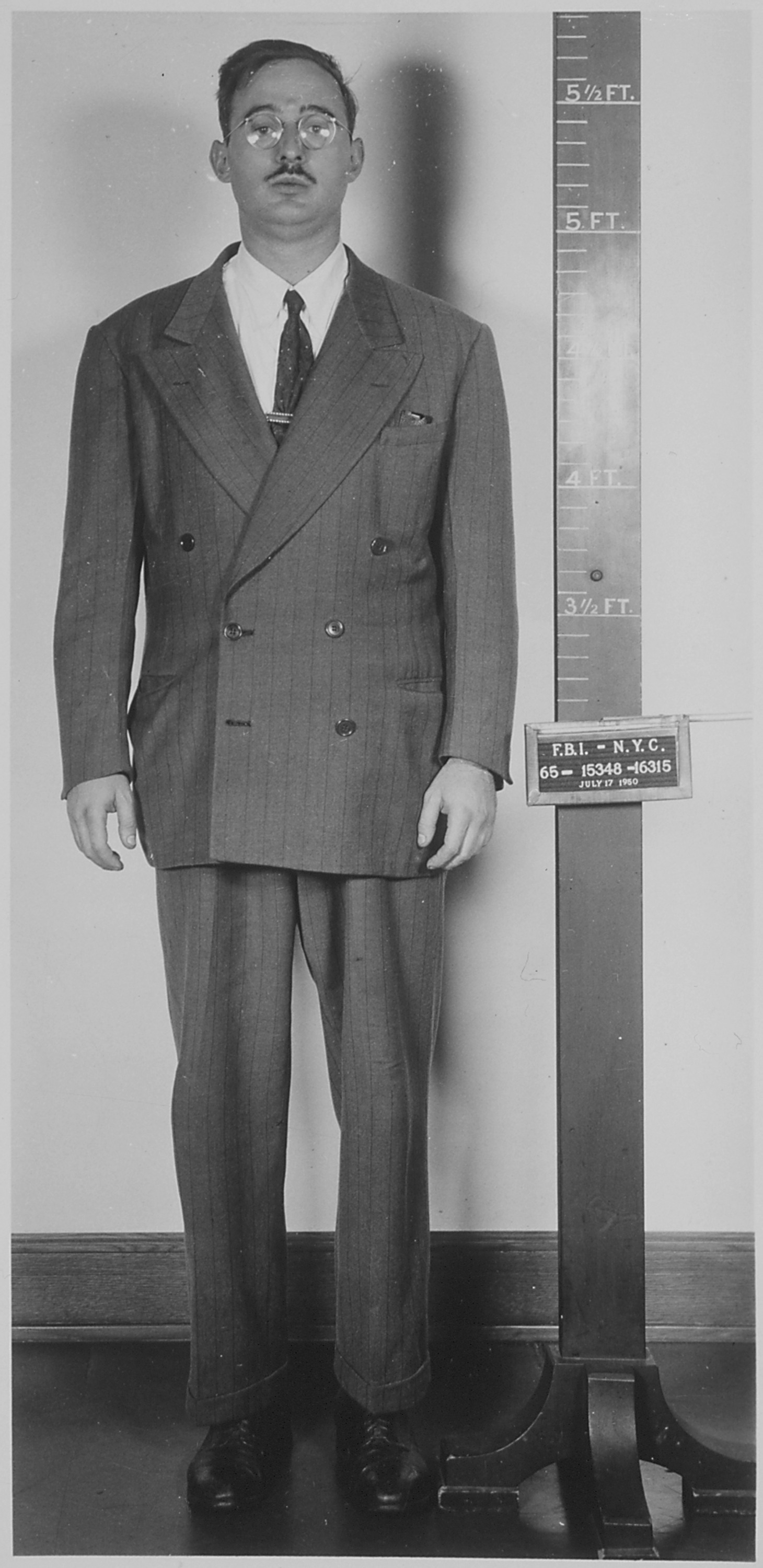
Julius Rosenberg na zijn arrestatie

Julius Rosenberg (New York, 12 mei 1918 - aldaar, 19 juni 1953) was een Amerikaanse ingenieur van Joodse komaf.
Samen met zijn echtgenote Ethel Rosenberg zijn zij bekend geworden als (vermeende) spionnen voor de toenmalige Sovjet-Unie. Zij werden ervan beschuldigd geheime gegevens over kernwapens aan de Sovjet-Unie te hebben doorgespeeld. Hiervoor werden zij in 1951 ter dood veroordeeld en in 1953 door middel van de elektrische stoel geëxecuteerd.

## Achtergrond
Rosenberg was leider in de jeugdafdeling van de Communistische Partij van de Verenigde Staten, waar hij in 1936 Ethel ontmoette. Ze trouwden in 1939. Ze kregen twee zonen, Robert en Michael.
In datzelfde jaar behaalde hij ook zijn ingenieurstitel in de elektrotechniek en nam in 1940 dienst in het Amerikaanse leger, bij de verbindingsdienst waar hij aan de radar werkte.
In 1942 werd hij door de KGB als spion gerekruteerd.
Hij en zijn vrouw werden opgepakt nadat de Duitse natuurkundige Klaus Fuchs in 1950 vanwege spionageactiviteiten voor de Sovjet-Unie was gearresteerd en tijdens de verhoren die daarna plaatsvonden hun namen werden genoemd.